# Critters 4
Critters 4, conosciuto negli Stati Uniti d'America anche come Critters 4: They're Invading Your Space, è un film direct-to-video del 1992 di Rupert Harvey.
È il capitolo conclusivo della saga fanta-horror Critters, ideato e filmato consequenzialmente a Critters 3, ne condivide lo scarso successo e la scelta di distribuirlo direttamente per il mercato home video.

## Trama
Il film inizia dove Critters 3 finisce, Charlie entra nella sua navicella pensando che sia finita la questione Critters, ma, a causa di un errore dovuto alla sua solita sbadataggine, rimane intrappolato in stato di criogenia nell'astronave fino al 2045. L'equipaggio composto dal Capitano Rick, Fran, Bernie, Al Bert ed Ethan intanto sta aspettando la riunione del Consiglio circa il da farsi.
Nell'attesa però i membri litigano, e Rick spazientato apre un pod facendo uscire due pericolosi Critters che lo uccidono per poi dileguarsi nei corridoi dell'astronave.
Alla ricerca del capitano andato via arrabbiato, Ethan e Bernie vanno nello stesso laboratorio in cui è morto, il corpo però è sparito e allora giungono in un'altra stanza adibita a esperimenti genetici. 
Proprio qui, Bernie viene ucciso da due Critters potenziati da alcuni esperimenti.
Charlie viene quindi allarmato da Ethan, e quindi si reca in una stanza per attivare un potente cannone che potrebbe uccidere i Critters a prima vista, ma succede qualcosa per cui si spengono tutte le protezioni dell'astronave.
Il gruppo rimane quindi nella sala principale, convinti di essere al sicuro, ma Ethan decide di uscire per cercare Al Bert, che dopo una breve ricerca viene trovato in fin di vita e spira davanti all'amico.
Dopo un po' di tempo arriva la flotta della TerraCorp., e si risveglia Ug ora diventato cattivo, che prende sotto mira Fran minacciando di ucciderla se l'equipaggio non troverà le uova di Critters potenziate da vendere alla TerraCorp.
Charlie è sconvolto e tristemente amareggiato dal drastico cambiamento del suo vecchio amico Ug, e insieme ai soldati di TerraCorp. si mette alla ricerca dei Critters di nuova generazione.
Un altro gruppo di soldati va invece con Ethan, ma il ragazzo molto furbo li porta dentro la stanza dove è stato ucciso Bernie, qui infatti ci sono gli ultimi Critters ancora addormentati, ma si svegliano all'entrata degli uomini. 
Quelle che ne consegue è una violenta battaglia, Ethan riesce a scappare, ma i soldati vengono tutti uccisi e nuovi, terribili Critters si aggirano ora per la nave spaziale.
Nel frattempo, Charlie ha attivato il dispositivo di auto-distruzione che ha termine entro 10 minuti, prende la difficile scelta dopo aver visto la situazione tramite le telecamere, i Critters stanno dilagando sempre più e neanche gli uomini di Ug riescono a fermarli.
La situazione riesce comunque a rientrare, in un ultimo scontro tra i soldati e i Critters, questi ultimi vengono tutti uccisi e con loro gli uomini.
Però è troppo tardi, l'astronave sta per esplodere, ed Ethan sta correndo alla ricerca di un mezzo d'espulsione per salvarsi, ma la sua corsa viene interrotta da Ug. Nei medesimi istanti appare Charlie, al quale Ug punta la pistola, ma il suo vecchio amico ha i riflessi più pronti e riesce a sparargli per primo.
Con i Critters distrutti e l'equipaggio di Ug eliminato, Ethan, Charlie e Fran si mettono alla guida della nave TerraCorp. prima dell'esplosione per scappare sulla Terra.